# Syngnathus pelagicus
Syngnathus pelagicus és una espècie de peix de la família dels singnàtids i de l'ordre dels singnatiformes present des de Nova Escòcia i Maine (EUA), Bermuda i el nord del Golf de Mèxic fins a l'Argentina.
És un peix marí de clima subtropical.
Els mascles poden assolir 18,1 cm de longitud total.
És ovovivípar i el mascle transporta els ous en una bossa ventral, que té a sota de la cua.